# Jean-Hilaire Barchou de Penhoën
Pour les articles homonymes, voir Barchou de Penhoën.
Jean-Hilaire Barchou, baron de Penhoën, né le 17 janvier 1770 à Ladon et mort le 16 novembre 1833 à Brest, est un intendant militaire et homme politique français.

## Biographie
Fils d'un huissier, Jean-Hilaire Barchou est clerc d'avoué à Melun lorsqu'il est recruté en 1792, à l'âge de vingt-deux ans, lors des levées des premiers bataillons. Rentré dans l'administration militaire et montant rapidement la hiérarchie, Jean-Hilaire Barchou est en poste à Cholet au moment de la Guerre de Vendée. Il devient ensuite commissaire des guerres à la résidence de Morlaix en avril 1795, dans un arrondissement de division comprenant les districts de Morlaix, Carhaix et Lesneven . Il fait venir, et procure un emploi dans le bureau qu'il dirigeait, son frère cadet, Louis-Théodore Barchou, qui y épouse la sœur du général Jean Victor Marie Moreau et de Joseph Moreau, puis la fille de Michel Behic, deux importantes familles morlaisiennes liées,. Lui-même se marie avec Marie-Innocente du Bot en 1798, issue de la noblesse bretonne, mariage dont naîtra Auguste Barchou de Penhoën, député légitimiste et membre de l'Académie des inscriptions et belles-lettres.
Il est fait prisonnier au Portugal en 1808.
Approuvant le retour des Bourbon, il est fait chevalier de l'ordre de Saint-Louis et de la Légion d'honneur en 1816 et créé chevalier héréditaire par lettres patentes du roi Louis XVIII en date du 22 juin 1816.
Passé sous-intendant militaire à Brest en 1819, il y prend sa retraite et est élu maire de la ville de Brest le 4 mars 1826. Assurant son mandat activement, notamment en matière d'urbanisme, d'infrastructure et de salubrité, il obtient l'ouverture, par une ordonnance royale du 6 décembre 1826, d'un mont de piété pour lutter contre la misère et la mendicité qui touche la ville. Il fait paver la place Saint-Louis, construire la chapelle du cimetière de Brest et le dispensaire (1827) et pose la première pierre de la halle au blé en compagnie de l'amiral Duperré (4 novembre 1828) et fait acquérir par la ville de nombreux terrains et immeubles pour l'alignement, l'élargissement et le percements des rues. Il met en place une « Maison du repentir » et demande le nivellement du terrain du Pont-de-Terre (place de la Tour-d'Auvergne), alors véritable cour des miracles au centre de la ville. Il sollicite également auprès du roi, pour des motifs économiques et d'urbanisme, le rattachement des faubourgs de Lambézellec à Brest.
Son action lui vaut le titre de baron héréditaire, sur majorat composé de sa terre de Penhoën, par lettres patentes du roi Charles X en date du 16 avril 1830,.
Il quitte ses fonctions après la révolution de Juillet 1830.
Une rue de Brest est nommée en son hommage.